# Eva Tulejová-Medveďová
Eva Tulejová-Medveďová (9 avril 1982, Detva) est une karatéka slovaque connue pour le titre de championne du monde qu'elle a remporté en kumite individuel féminin moins de 60 kilos aux championnats du monde de karaté 2006 à Tampere, en Finlande.

## Palmarès
- 9 mai 2003 :  Médaille de bronze en kumite individuel féminin moins de 60 kilos aux championnats d'Europe de karaté 2003 à Brême, en Allemagne[2].
- 2006 :
  - 5 mai :  Médaille de bronze en kumite individuel féminin moins de 60 kilos aux championnats d'Europe de karaté 2006 à Stavanger, en Norvège[3].
  - 15 octobre :  médaille d'or en kumite individuel féminin moins de 60 kilos aux championnats du monde de karaté 2006 à Tampere, en Finlande[4].
- 4 mai 2007 :  médaille d'or en kumite individuel féminin open aux championnats d'Europe de karaté 2007 à Bratislava, en Slovaquie[3].